# Raiffeisen Digital Bank
Raiffeisen Digital Bank AG (RDB) – austriacka instytucja kredytowa świadcząca usługi bankowe wyłącznie przez Internet. Jest spółką zależną austriackiego Raiffeisen Bank International AG (RBI). Na polskim rynku działa od 2021.

## Działalność

### Historia
Raiffeisen Digital Bank AG jest częścią międzynarodowej grupy kapitałowej Raiffeisen Bank International AG (RBI) z siedzibą w Wiedniu. W grudniu 2022 roku nazwa Raiffeisen Digital Bank AG została zmieniona z Raiffeisen Centrobank AG. Raiffeisen Digital Bank AG działa jako bank komercyjny na podstawie licencji bankowej wydanej przez Austriacki Urząd Nadzoru Rynku Finansowego od 1974 roku. Jej właścicielem jest firma RBI, a jej produkty dostępne są wyłącznie cyfrowo.

### Działalność w Polsce i Rumunii
Oferta Raiffeisen Digital Bank AG obejmuje kredyty konsumpcyjne online na rynku polskim od 2021. Marka należała do Raiffeisen Centrobank AG, który w grudniu 2022 roku zmienił nazwę na Raiffeisen Digital Bank AG. Ponadto RDB wprowadził na początku 2023 roku, zarówno na rynku polskim, jak i rumuńskim, produkt cyfrowy w postaci rachunku bieżącego.